# 양식비평
양식비평(樣式批評, form criticism, 독일어: formkritik)이란 성경의 본문에 나타난 다양한 문학적 패턴 및 장르 양식을 분석하고 분류하며, 그것이 속한 삶의 자리를 밝히는데 목표를 두는 성서비평학 방법이다. 양식사(樣式史, 독일어: formgeschichte)라고도 한다. 양식비평은 성경이 아직 문헌으로 작성되기 전, 구전으로 전해져오던 형태를 복원하는데 목표를 둔다. 특히 전승(tradition)의 역사를 추적하는 한에서 전승사 비평이라고도 한다.
예컨대, 창세기 1장 1절부터 2장 4절 상반절에 이르는 첫 번째 창조 기사는, 만일 이 본문을 고대 메소포타미아를 비롯한 근동지역의 창조 신화들과 구별되기 위한 일종의 경계 설정 작업물로 이해할 경우, 자연과학적 사실을 전달하는 글이 아니라는 전혀 다른 관점과 해석을 낳게 된다.
이처럼 양식비평은 시편과 같은 찬양 형태의 본문과, 열왕기나 역대기처럼 역사적 진술이 더 강한 본문을 구분하기도 한다. 찬양 형태의 본문은 역사적 진술보다는 신앙 고백적인 성격이 더 강한 반면, 역사서들은 상대적으로 더 큰 역사적 신뢰성을 갖는 것으로 여겨진다.
양식비평은 원래 구약연구를 위하여 헤르만 궁켈, 마틴 노트, 게르하르트 폰 라트와 같은 학자들이 구전의 자료들을 참고하여 문서설을 보완하기 위하여 사용하는데서 시작되었다. 칼 슈미츠, 마르틴 디벨리우스, 그리고 루돌프 불트만과 같은 학자들이 후에 복음서에 양식비평을 적용하였다.
신약성경 복음서의 이야기들을 분석하며, 신학자 마르틴 디벨리우스는 다음과 같이 서술하였다. “민중의 구전 전승 속에서는 불특정 다수의 사람들이 전승을 전달할 때 변화시키거나 추가함으로써 창조적으로 참여하고, 개별 저자는 특별한 문학적 목표를 가지지 않는다. 이러한 상황에서는 시인이나 이야기꾼의 개성은 그다지 중요하지 않고, 실용적인 필요에 의해 생성되었거나 관습과 전통에 따라 전해진 ‘형식’이 훨씬 더 중요하다.”
20세기 구약학과 신약학 모두에서 거의 지배적인 위치를 누렸으나, 결론을 실증하는 것이 매우 어렵기 때뭉네 가설적인 성격을 띄고 있고, 21세기에 들어서 학계에서 비판을 받고 있으며 그 영향력도 약화되고 있다.

## 문학적 형태와 사회학적 맥락
양식비평은 텍스트에서 비유, 속담, 서간, 사랑의 시 등의 장르 혹은 전통적인 문학 형식을 식별함으로써 시작된다. 계속해서 각 텍스트의 장르 및 사회학적인 관점에서 "삶의 자리"(독일어: Sitz im Leben)를 설정한다. 일례로, 판결문의 삶의 자리는 법원일 것이고, 찬송가의 삶의 자리는 예배의 자리, 속담의 삶의 자리는 부자간 훈계일 수 있다. 텍스트의 장르 및 장르소(pericopes)를 식별하고 분석한 후, 이들이 텍스트 전체의 목적에 어떻게 기여하는지 분석한다.

## 복음서
양식비평에 입각한 연구에 따르면, 복음사가들은 정경 복음서를 집필할 때 구전 전승을 활용하였다. 이 구전 전승은 몇 가지 뚜렷한 구성 요소로 이루어져 있다. 비유와 격언은 전승의 토대를 이루며, 예수의 주요 가르침들을 담고 있는 선언 이야기(pronouncement story)들은 예수에 관한 다른 이야기보다 역사적 개연성이 높다. 그 밖에도 예수가 종교 권위자들과 대립하는 논쟁 이야기, 치유·퇴마·자연의 경이로움을 다룬 기적 이야기, 부름과 위임 이야기, 전설류가 전승에 포함된다.  양식비평가들이 발전시킨 구전 모형은 동시대 유대 지방의 민속 전달 이론을 폭넓게 차용하였으며, 이를 통해 초기 복음 전승이 어떻게 형성되었는지를 추적할 수 있게 되었다.

## 비판 및 쇠퇴

### 구약 연구에서
존 판 세터스의 《역사와 전승 속의 아브라함》, 한스 하인리히 슈미트의 《소위 야훼 문서》, 롤프 렌트토르프의 《모세오경 전승사학적 문제》 출간 이후, 구약학계에서는 양식비평이 강조하던 구전 전승의 비중이 크게 약화되었다. 이는 ‘원초적’ 구전 전승을 이를 보존한 문헌 자료와 구분할 수 있다는 양식비평의 전제에 대해 회의적 목소리가 커졌기 때문이다. 결과적으로 구약에 적용되는 양식비평은 본문의 문학 장르를 분석하는 방향으로 초점이 이동하여, 현대에는 장르비평과 사실상 동일시되고 있다.

### 신약 연구에서
20세기 후반 이후 신약학계에서는 루돌프 불트만의 이론에 대한 비판이 거세졌다. 마르틴 헹겔, 제임스 던, 리처드 보컴, 브랜트 피터 등은 양식비평을 오류로 규정하고, 복음서는 목격자이거나 신뢰할 만한 문헌·구전 자료를 바탕으로 집필된 것이라고 주장하였다. 오스틴 패러는 마르코의 복음서는 비록 저자가 구체적으로 어떤 자료를 참조했는지 알 수는 없으나, 그가 단순한 편집자가 아니라 자신의 언어로 복음서를 쓴 작가라는 해석이 더 경제적이라고 보았다. 양식비평의 관점 중 일부는 여전히 주류 학계에 남아 있으나, 많은 이들이 불트만의 원래 입장은 더 이상 유지하기 어렵다는데 동의한다. 베르너 켈버는 “오늘날 불트만의 공관전승 이론에 깔린 주요 가정 전체를 의심하지 않을 수 없다”고까지 평가하였다. 연구자들은 팔레스타인 기독교와 후기 헬레니즘 기독교를 이분법적으로 구분하려 한 양식비평적 관점을 거부하며, 집단의 기억을 연구하는 분야에서도 익명적·통제 불가능한 구전 복음 전통이라는 양식비평의 관점은 문학적 연구 대상으로서 더 이상 설득력이 없다고 보았다.

## 같이 보기
- 월터 브루거만
- 루돌프 불트만
- 헤르만 궁켈
- 마르틴 노트
- 게르하르트 폰 라트
- 클라우스 베스터만

## 참고 문헌
- Armerding, Carl E. The Old Testament and Criticism. Grand Rapids: Eerdmans, 1983, pp. 43–66.
- Hayes, John H. An Introduction to Old Testament Study. Nashville: Abingdon, 1979, pp. 121–154.
- Hayes, John H., ed. Old Testament Form Criticism. San Antonio: Trinity University, 1974.
- McKnight,  E.V., "What is Form Criticism?"   Guide to Biblical Scholarship, New Testament; Philadelphia, 1967.
- Tucker, Gene M. Form Criticism of the Old Testament.  Guides to Biblical Scholarship. Philadelphia: Fortress, 1971.
- Tucker, Gene M."Form Criticism, OT," pp. 342–345 in Interpreter's Dictionary of the Bible, Supplementary Volume. Keith Crim, gen. ed. Nashville: Abingdon, 1976.